# Syrphus ventralis
Syrphus ventralis är en tvåvingeart som beskrevs av Tokuichi Shiraki och Edashige 1953. Syrphus ventralis ingår i släktet solblomflugor, och familjen blomflugor. Inga underarter finns listade i Catalogue of Life.